# Incaspiza ortizi
Tentilhão-inca-cinzento ou canário-andino-de-asa-cinzenta (Incaspiza ortizi) é uma espécie de ave da família Emberizidae.
É endémica do Peru.
Os seus habitats naturais são: matagal tropical ou subtropical de alta altitude.
Está ameaçada por perda de habitat.